# Anisodes lophosceles
Anisodes lophosceles là một loài bướm đêm trong họ Geometridae.